# 土耳其飞马航空751号班机劫机事件

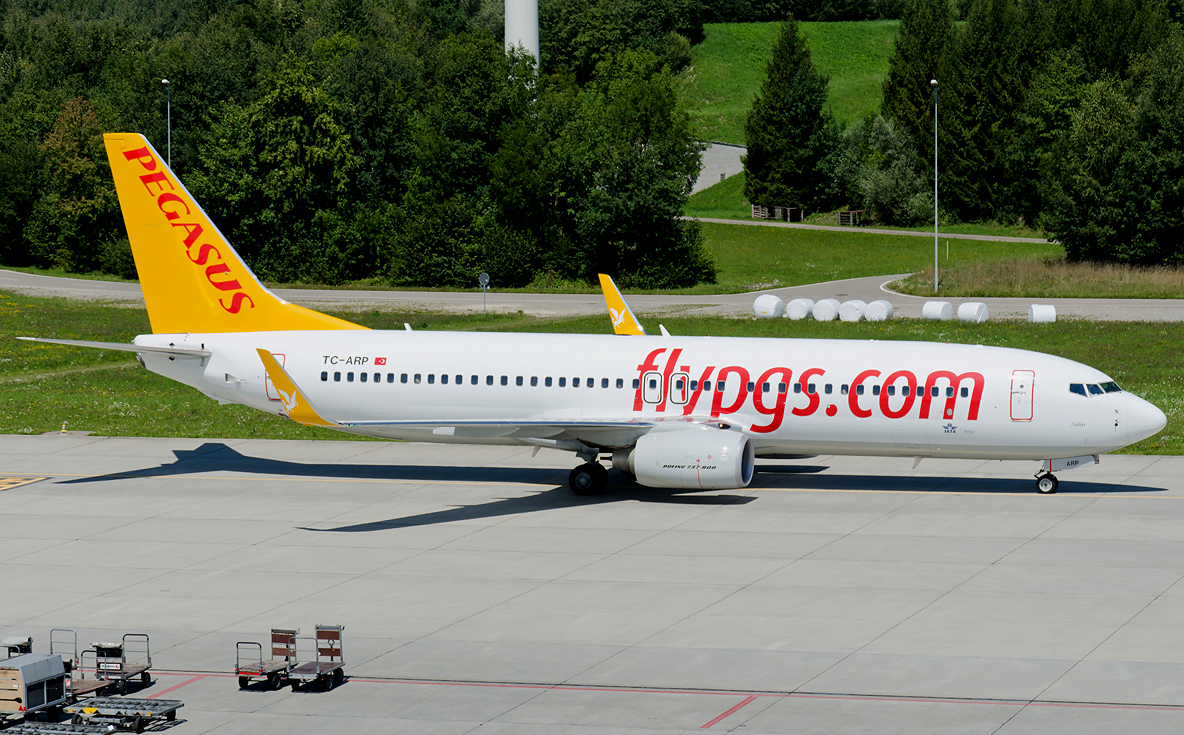
一架停靠在蘇黎世機場的飛馬航空公司波音737-800客機。

土耳其飞马航空751号班机劫机事件是指在2014年2月7日時，飛馬航空公司751号班机劫遭到一名烏克蘭乘客挾持，之後他聲稱自己擁有炸彈並且要求飛機前往正舉辦冬季奧林匹克運動會的索契。這架飛機原本計畫從烏克蘭卡爾可夫出發，並且預計之後將抵達土耳其的伊斯坦堡。之後飛行員降低波音737-800飛機高度以及關閉顯示螢幕，並且選擇繼續飛往薩比哈·格克琴國際機場，之後土耳其也派遣2架F-16戰隼戰鬥機護航至伊斯坦堡。在抵達土耳其後，當地警方逮捕了該名要求前往索契的嚴重醉酒男子。